# 男はつらいよ 純情篇
『男はつらいよ 純情篇』（おとこはつらいよ じゅんじょうへん）は、1971年1月15日に公開された日本映画。『男はつらいよ』シリーズの6作目。同時上映は『やるぞみておれ為五郎』。

## あらすじ
「ふるさとは遠きにありて思うもの」、そんな寅次郎の独白から始まる。そして「行きずりの旅の女の面影に故郷に残した妹を思い出しては涙をこぼす意気地無し」と自らを評する。
寅次郎は、たまたまテレビでやっていた柴又の特集で、さくらを始めとらやの一家が映ったのを見て、故郷を思い出す。長崎の港に着いた寅次郎は、赤ん坊を背負い、五島行きの船を待っている女性・絹代（宮本信子）に声を掛ける。最終便が終わってしまい宿代のない絹代に懇願されて宿代を貸すが、絹代は甲斐性のない夫の愚痴を散々にこぼす。体で宿代を返そうとする絹代が、同じく赤ん坊を抱える同年代のさくらと重なって見え、寅次郎は深く同情する。
夫と駆け落ち同然に実家を出たため、今さら実家に帰りづらいという事情を聞き、寅次郎は福江島にある絹代の実家まで同行する。そこで出会った絹代の父の千造（森繁久弥）は血の通った人物であったが、絹代に夫の元に帰るように言う。一度は好きになった男なのだから、長所が必ずあるはずで、それを育ててあげなければいけないというのだ。寅次郎は千造の言葉を聞き、帰れるところがあると思うから、失敗すればまた故郷に帰ればいいと思ってしまう、それではいつまでも一人前になれないと理解する。しかし、「故郷はどこかな」という千造の言葉に、故郷柴又ととらや一家のことを思い出してしまい、最終便の汽笛を聞いて、矢も楯もたまらず帰郷を決意する。
旅から帰った寅次郎は、自分の部屋に下宿人が居ることに腹を立てるが、下宿人が飛び切りの美人の夕子（若尾文子）だと知ると態度を180度変える。寅次郎はなおももめ事を起こし続けるが、感情の発露のない小説家の夫との生活が嫌で別居していた夕子はそんなとらやの環境を「人間が住んでいるところという気がする場所」と感じてくれ、まずは一件落着する。
その頃、博は、一職工として一生を終えたくはないとの思いから、父の退職金を借りて独立資金とし、朝日印刷を辞めることを検討していた。そのことを知ったタコ社長は、博に辞められては工場を続けられないと苦悩する。博・社長双方に相手を翻意させるための仲介を頼まれた寅次郎は安請け合いするが、双方の主張に感化されてしまい仲介に失敗。そのことがきっかけで、寅次郎も含めて一触即発の危機になるが、博の父から独立資金を貸す余裕がないとの手紙が来たことで博が独立をあきらめ、またも一件落着する。
それはさておき、寅次郎の夕子への想いは募るばかり。夕子の知るところとなり、夕子は遠回しに「私困っているの。ある人がね、私にとても好意を寄せて下さるの。その人とてもいい人なんで、私嬉しいのだけれど、でもね、私どうしてもその気持ちを、お受けするわけには…」と寅次郎に告げる。しかし、寅次郎はそれを自分のことだと思わず、脳天気のまま。ところがある日、別居中の夫が夕子を迎えに来て、自分が悪かったところを謝罪したので、夕子も帰宅を決意する。これにて三たび一件落着する。
夕子との別れに顔で笑って心で泣いて、失意の寅次郎は柴又駅より旅立つ。見送りに来たさくらに、16歳の時の家出の際、泣いていつまでも追いかけてきたさくらの話をして、お互いに感慨にふける。発車間際、「つらいことがあったら、いつでも帰っておいでね」というさくらに対し、「そんな考えだから俺はいつまでも一人前に……」と言葉に詰まる寅次郎。「故郷ってやつはよ、故郷ってやつはよ」と言う寅次郎のその後の言葉は、電車のドアに阻まれてさくらには聞こえない。
正月になり、絹代と赤ん坊に加え、その夫がとらやを訪れ、いつぞやの寅次郎の親切に対する礼を述べる。とらやからの絹代の電話に千造が出て、夫と復縁して一生懸命生活していると聞くと、うれしそうに涙ぐむ。千造のもとには、寅次郎から年賀状が届いていた。

## 逸話
- 本来は前作『望郷編』でシリーズを完結させる予定でラストもそのように作られたが、人気により延長となった[4]。
- 本作で騒々しい子供たちとともに登場したタコ社長の妻（水木涼子）は、本作の他シリーズ第1作（さくらの披露宴）、第13作（「夢」のシーンで一瞬だけ）にも出演している。2人いる女の子のうちの一人が後のあけみ（美保純）として登場するが33作であけみは一人っ子のように扱われており、3人の兄弟については言及されていない。
- OPのクレジットシーンでは珍しい空撮が使用されている。
- 源公が本作から見習い坊主になり、寺男として定着する[注 1]。
- DVD収録の特典映像「予告編」では以下のようなカットされたシーンが出てくる。
  - 予告編OPの啖呵売のシーン。
  - 第四作『新・男はつらいよ』で使用された寅さんが人形を抱えて商店街をスキップするシーン。
  - 五島列島へ渡る船を甲板上から俯瞰するシーン。
  - 五島列島福江島福江城址で絹代に唐笠を渡して別れるシーン。
  - 玉之浦の漁船前で散歩する寅さんと親子がすれ違うシーン。
  - 中村旅館で「帰るところがあるから甘える」と絹代の父親に言い、最終の渡し船へ乗ろうと走り出すシーンの別バージョン[注 2]。
  - 帝釈天でお参りをする寅と夕子がすれ違うシーン[注 3]。
  - とらやへ戻ってきた寅を見てびっくりする、おいちゃん、おばちゃん、さくら、博、タコ社長のシーン。直後、さくらと共にとらやへ入り、おいちゃん、おばちゃん、博、タコ社長が出迎えるシーン[注 4]。

## スタッフ
- 監督：山田洋次
- 脚本：山田洋次、宮崎晃
- 音楽：山本直純

## キャスト
- 車寅次郎：渥美清
- 明石夕子：若尾文子 （大映）- つねの説明「あたしのいとこの嫁に行った先の主人の姪」[5]
- さくら：倍賞千恵子
- 博：前田吟
- つね：三崎千恵子
- 梅太郎（朝日印刷社長）：太宰久雄
- 源公：佐藤蛾次郎
- テキ屋：北竜介
- ご近所さん：大杉侃二郎
- ご近所さん：大塚君代
- 絹代の夫：城戸卓
- 梅太郎の妻：水木涼子
- 旅館の女中：谷よしの（寅と絹代が宿泊する長崎市の「旅館丸重」）
- ご近所さん：山本幸栄
- 竹田昭二
- 印刷工：みずの皓作
- 印刷工：市山達己
- 印刷工：長谷川英敏
- 源勇介
- 松原直
- ご近所さん：高木信夫
- 絹代：宮本信子（千造の娘。父の反対を押し切って結婚した。）
- 夕子の夫：垂水悟郎 （かつては新人賞を受賞したが、今は売れない小説家。）
- 山下医師：松村達雄（柴又で内科小児科「山下医院」を開業している。）
- おじちゃん（車竜造）：森川信
- 御前さま：笠智衆
- 千造：森繁久彌（絹代の父親。五島列島の福江島玉之浦で釣宿「中村旅館」を営む。）
- 芸者：秩父晴子（ノンクレジット）
- 芸者：戸川美子（ノンクレジット）
- 満男：中村はやと（ノンクレジット）

## ロケ地
- 長崎県長崎市 - 大波止港、宝来軒
- 長崎県五島市 - 福江島、玉之浦教会、中村旅館
- 神奈川県横浜市 - 成田山別院(野毛山不動尊、啖呵売)
- 静岡県（三ケ日町（現・浜松市浜名区）・猪鼻湖神社）

以上、佐藤(2019)、p.616

## 記録
- 観客動員：85万2000人[1]
- 配給収入：2億3000万円[1]

## 受賞
- 第26回毎日映画コンクール監督賞／山田洋次
- 第22回芸術選奨文部大臣賞／渥美清